# I Hjori
I Hjori (hangul: 이효리, 1979. május 10.) koreai énekesnő, televíziós személyiség, színésznő, korábban a Fin.K.L együttes tagja. 1998-ban fedezték fel, szólókarrierje 2003-ban kezdődött Stylish című albumával. Szexszimbólumként és divatikonként tartják számon Koreában.

## Pályafutása

### Fin.K.L
1998-ban fedezték fel egy iskolai fotóautomatánál és külseje miatt hívták be meghallgatásra. Saját elmondása szerint nem kellett énekelnie vagy táncolnia, hogy bekerüljön a DSP Media új lányegyüttesébe, a Fin.K.L-be. Negyedikként, utoljára vették fel, de legidősebbként ő lett az együttes vezére, valamint Ok Csuhjon mögött a második vokalista. Az együttes négy évig lépett fel közösen, majd 2005-ben végleg feloszlottak.

### Szólókarrier
2003-ban jelent meg szólóalbuma, a Stylish, melyből 144 118 darabot adtak el Dél-Koreában. Az album 10 Minutes című dala akkora siker lett, hogy az újságok „Hjori-szindrómáról” kezdtek beszélni.
2006 februárjában megjelent második lemeze, a Dark Angel. Az album Get Ya című dalát a Universal Music túlságosan hasonlónak találta Britney Spears Do Somethin’ című dalához, utóbbi szerzői plágiummal vádolták meg a Get Ya szerzőit. Ennek ellenére I népszerűsége töretlen maradt és még ugyanebben az évben szerződést írt alá az Mnet Media-val és Dél-Korea legjobban fizetett énekesnője lett.
2008-ban jelentette meg It's Hyorish című harmadik albumát, melyről a U-Go-Girl vezette a toplistákat.
2010-ben negyedik albuma, a H-Logic heves támadásokat kapott, amikor kiderült, hogy hat dal az albumról plagizált mű. A dalokat az albumon producerként dolgozó Hjori és az Mnet Media közösen választotta ki egy újonc dalszerző kétszáz beküldött dala közül. Az album megjelenése után derült ki, hogy a Bahnus művésznevű I Dzsehjong (이재영) minden dala lopott volt, illetve a dalszerző az önéletrajzát és a diplomáit is meghamisította. Bár a lopást a dalszerző követte, a Chosun Ilbo heves kritikája szerint I Hjori és az Mnet Media húzta az időt és nem tett meg mindent azonnal a helyzet tisztázása érdekében és „az orránál fogva vezette a közönséget”.
A botrány következtében I Hjori egy időre visszavonult a szerepléstől, saját elmondása szerint hónapokig alkoholba fojtotta a bánatát, majd egy barátja tanácsára pszichológus segítségét kérte. Az énekesnő különböző magazinoknak és újságoknak kezdett cikkeket írni, ahol saját tapasztalatait és a társadalmi eseményekről alkotott véleményét osztotta meg kritikai sikerrel: dicsérték humorát és írói stílusát is. Ugyanebben az időszakban lett vegetáriánus és az állatvédelem szószólója.
2011-ben az énekesnő tervezni kezdte a visszatérését a zeneiparba, reklámfilmeket forgatott és televíziós műsorokban szerepelt, azonban az album kiadását folyton csúsztatták.
Monochrome című ötödik albumának beharangozó dala, a Miss Korea 2013. május 6-án jelent meg, a dalt az énekesnő és kedvese, I Szangszun közösen írta.

### Televíziós szereplések
2005-ben szerepet vállalt a Three Leaf Clover című televíziós sorozatban, azonban a nézettség alulmúlta a várakozásokat.
2006-ban két televíziós show-műsor, a Time Machine és a Happy Together házigazdája lett, utóbbiban a neves műsorvezető Ju Dzseszok partnereként.
2007-ben az If in Love... Like Them című minisorozatban kapott szerepet, melyet Japánban is levetítettek.
2008-ban ismét Ju Dzseszok oldalán több más népszerű hírességgel együtt a Family Outing című celeb-valóságshow eredeti szereplőgárdájának tagja lett. A koncepció szerint a hírességek néhány napra átveszik vidéki emberek otthonát és játékos keretek között elvégzik a napi teendőiket helyettük. Hjori másfél év után hagyta ott a műsort.
2012-ben a You and I című talkshowt vezette Csong Dzsehjonggal, azonban nyolc hónap után az alacsony nézettség következtében a műsort megszüntették.

## Magánélete
I Hjori szegény családba született, édesapja borbélyként dolgozott, a borbélyműhely fölött laktak, két nővére és egy bátyja van. Vegetáriánus és az állatvédelem elkötelezett híve.
2011-ben ismerkedett meg párjával, I Szangszun zenésszel.

## Diszkográfia
- Stylish (2003)
- Dark Angel (2006)
- It's Hyorish (2008)
- H-Logic (2010)
- Monochrome (2013)

## Filmográfia
- 2001–2003: Happy Together (해피투게더), műsorvezető
- 2002–2003: Time Machine (타임머신), műsorvezető
- 2005: Three Leaf Clover (세잎클로버), főszereplő
- 2006–2007: Happy Together Friends (해피투게더 프렌즈), műsorvezető
- 2007: If in Love... Like Them (사랑한다면... 그들처럼), főszereplő
- 2008: Off the Record: Lee Hyori (오프 더 레코드: 이효리), valóságshow
- 2008: Sang Sang Plus (상상 더하기), műsorvezető
- 2008: Change (일요일이 좋다: 체인지), műsorvezető
- 2008–2010: Family Outing (패밀리가 떴다), műsorvezető
- 2009: Superstar K (슈퍼스타K), zsűritag
- 2012: Jung Jae-hyung & Lee Hyo-ri's You and I (정재형 이효리의 유&아이), műsorvezető

## Díjak és jelölések
| Év   | Esemény                        | Kategória                        | Jelölt munka            | Eredmény | Forrás |
| ---- | ------------------------------ | -------------------------------- | ----------------------- | -------- | ------ |
| 2003 | KBS Music Awards               | Teszang                          |                         | Elnyerte |        |
| 2003 | KBS Music Awards               | Ponszang                         |                         | Elnyerte |        |
| 2003 | 14. Seoul Music Awards         | Teszang                          |                         | Elnyerte | [ 24 ] |
| 2003 | 14. Seoul Music Awards         | Ponszang                         |                         | Elnyerte |        |
| 2003 | M.net KM Music Festival        | népszerű videóklip               | 10 Minutes              | Elnyerte |        |
| 2003 | 18. Golden Disk Awards         | Ponszang                         |                         | Elnyerte |        |
| 2007 | Mnet 20's Choice Awards        | Hot Style Icon                   |                         | Elnyerte |        |
| 2008 | M.net KM Music Festival        | Legjobb énekesnő                 |                         | Elnyerte | [ 25 ] |
| 2008 | M.net KM Music Festival        | Best Dance Music                 | U-Go-Girl               | Elnyerte | [ 25 ] |
| 2008 | Mnet 20's Choice Awards        | Hot Style Icon                   |                         | Elnyerte |        |
| 2008 | Mnet 20's Choice Awards        | Hot Performance Musician         |                         | Elnyerte |        |
| 2009 | SBS Entertainment Awards       | Teszang (Ju Dzseszokkal közösen) |                         | Elnyerte | [ 26 ] |
| 2009 | SBS Entertainment Awards       | Internetes népszerűségi díj      |                         | Elnyerte | [ 26 ] |
| 2009 | SBS Entertainment Awards       | Legjobb csapatmunka              | Family Outing           | Elnyerte | [ 26 ] |
| 2009 | Mnet 20's Choice Awards        | Hot Multitainer                  |                         | Elnyerte | [ 27 ] |
| 2009 | Mnet 20's Choice Awards        | Hot Style Icon                   |                         | Elnyerte | [ 27 ] |
| 2009 | Mnet 20's Choice Awards        | Hot Body                         |                         | Elnyerte | [ 27 ] |
| 2010 | 1st Seoul Arts & Culture Award | Legjobb popénekes                |                         | Elnyerte | [ 28 ] |
| 2010 | Mnet Asian Music Awards        | Énekesnő-díj                     |                         | Jelölve  | [ 29 ] |
| 2010 | Mnet Asian Music Awards        | Legjobb szóló táncprodukció      | Chitty Chitty Bang Bang | Jelölve  | [ 29 ] |